# Кертес, Имре
И́мре Ке́ртес (венг. Kertész Imre; 9 ноября 1929 — 31 марта 2016) — венгерский писатель, лауреат Нобелевской премии по литературе за 2002 год, которая была вручена «за творчество, в котором хрупкость личности противопоставлена варварскому деспотизму истории». В 1944—1945 — узник концлагерей Освенцим и Бухенвальд. Этот опыт лежит в основе всего написанного Кертесом позже.

## Биография
Родился в бедной еврейской семье. Его отец, Ласло Кертес, был мелким коммерсантом, а мать — Аранка Кертес (урождённая Якаб, 1902—1991) — рабочей. Его дед, Адольф Клейн (1863—?), уроженец местечка Липтовски Петер (ныне район Липтовски-Микулаш Жилинского края Словакии), сменил фамилию на Кертес в период политики активной мадьяризации невенгерских меньшинств в Австро-венгерской империи; бабушка — Розалия Хартман (1870—?) — происходила из Эгера.
В 1944 году, когда ему было 15 лет, его арестовали и отправили в Аушвиц, а затем переправили в Бухенвальд. После освобождения из лагеря Кертес вернулся в Венгрию, где работал журналистом газеты Világosság, но его уволили через некоторое время после прихода к власти коммунистов, и он устроился рабочим на завод. С того времени он не участвует в политике, зарабатывая на жизнь переводами.
В это время он знакомится с творчеством Альбера Камю. Философия абсурда Камю становится основной моделью его творчества. С 1950 по 1960 годы он пишет мюзиклы, зарабатывая этим на жизнь, переводит философскую и художественную литературу с немецкого языка (Ницше, Витгенштейн, фон Гофмансталь, Шницлер). Но как писатель Кертес не был известен до конца 1980-х гг.
После падения коммунистического режима в 1989 году, Кертес занял активную литературную позицию, а в 2002 году получил Нобелевскую премию по литературе. Кертес был избран членом Академии искусств в Берлине в 2003 году.
В последние годы жил в Будапеште и страдал болезнью Паркинсона. Скончался 31 марта 2016 года.

## Творчество
В своем творчестве Имре Кертес исследовал возможность жить и думать в условиях, когда отдельный человек становится бессильным против сил общества. Сильное влияние на творчество писателя оказало его пребывание в концентрационных лагерях. Для него они не являлись чуждым и исключительным, а свидетельством деградации современного общества.
Наиболее известны два романа Кертеса: Без судьбы / Sorstalanság (1975, экранизирован 2005; рус.пер. 2004) и «Кадиш по нерождённому ребёнку» /Kaddis a meg nem született gyermekért (1990, рус.пер. 2003)
Роман «Без судьбы», появившись в 1975 году, привлек немного внимания критиков, но утвердил Кертеса в качестве уникального писателя в диссидентской среде венгерской литературы.
Роман повествует о молодом человеке, арестованном и отправленном в концентрационный лагерь. Там он становится свидетелем ужаса деградации человека. Для повествователя атмосфера ужаса перемешивается с его желанием выжить, несмотря на угрызения совести. В романе используется прием отчужденности, с помощью которого реальность лагерной жизни воспринимается как что-то обычное. Несмотря на угнетающую атмосферу, бывают и моменты счастья. Главный герой воспринимает события как ребёнок, не понимая их. А для жертв и злодеев существуют только практические проблемы, а не главные вопросы жизни. Таким образом, автор пытается решить философскую проблему, в которой противостоят жизнь и людской дух.
После публикации в 1990 году перевода романа Кертеса на немецкий язык слава писателя начала расти в Европе, а позднее этот роман был переведен ещё на 10 языков.
Роман «Без судьбы» был первым литературным опытом Кертеса, автобиографический опыт которого лег в основу его трилогии о холокосте. Два другие романа «Поражение» (1988) и «Кадиш по нерождённому ребёнку» (1990) рассказывают о том же самом протагонисте из романа «Без судьбы».
В романе «Кадиш по нерождённому ребёнку» автор представляет негативную картину детства, показывая парадокс чувства дома в концентрационном лагере. Он представляет экзистенциальный анализ описывая любовь как наивысшую степень конформизма, желание жить любой ценой.
В 1991 году Кертес опубликовал сборник рассказов «Английский флаг», а в 1992 году в «Gályanapló» продолжил тему придуманного дневника, действие которого разворачивается в период с 1961 по 1991 год.
Другая публикация дневника с 1991 по 1995 год появилась в 1997 году под названием «Я — другое: хроника изменения».
Кертес — автор нескольких книг эссеистики. Кроме того, он переводил немецкоязычную художественную и философскую прозу (Ф. Ницше, З. Фрейд, Л. Витгенштейн, Э. Канетти, Й. Рот). Его собственные произведения переведены на многие языки мира, включая китайский.
Его лекции и эссе вошли в сборник «Холокост как культура» (1993), «Моменты тишины в ожидании перезарядки оружия во время расстрела» (1998) и «Язык в изгнании» (2001).

## Семья
Со своей первой женой Альбиной Вас, как и он вернувшейся в Будапешт из нацистских концлагерей, он познакомился в 1953 году. После её смерти в 1995 году он вторично женился на Магде — американке венгерского происхождения. Магда пережила мужа на полгода.

## Другие публикации на русском языке
- Английский флаг. М.: Текст, 1991
- Язык в изгнании: Статьи и эссе. М.: Три квадрата, 2004
- Самоликвидация. М.: Текст, 2005
- Без судьбы. М.: Текст, 2007
- Обездоленность. Иерусалимский журнал 2003, 14-15[5]